# غابريلا بوتوراك
غابريلا بوتوراك (مواليد 6 فبراير 1973) لاعبة جمباز فنية رومانية، فازت بثلاث ميداليات في دورة الألعاب الأولمبية الصيفية 1988 في سيول، ميدالية الفضية مع فريق، ميدالية الفضية في حدث منصة القفز بنتيجة 19.830، وبرونزية على حدث عارضة التوازن بنتيجة 19.837. فازت بالميدالية البرونزية على عارضة التوازن بنتيجة 9887 في بطولة العالم 1989.
بعد تقاعدها عن المنافسات درست في الجامعة الرياضية في بوخارست ودرب في نادي تريومف. في عام 1993 انتقلت إلى اليابان للعمل كمدربة جمباز وتزوجت هناك. انفصلت في وقت لاحق ، لكنها بقيت في اليابان ، حيث عملت كمدربة ومترجمة يابانية رومانية من حين لآخر.